# Hans Känel
Hans Känel (* 3. Mai 1953 in Bargen) ist ein ehemaliger Schweizer Radrennfahrer.

## Laufbahn
Hans Känel war von Mitte der 1970er bis Ende der 1980er Jahre als Leistungsradsportler aktiv, von 1982 bis 1987 als Profi. Dabei war er auf Bahn und Strasse erfolgreich. Als Amateur startete er für den Verein Olympia Biel, später für den VC Binningen. 1974 holte er einen Etappensieg in der Tour of Scotland. Er errang als Profi wie als Amateur insgesamt acht Schweizer Meistertitel auf der Bahn, in der Einerverfolgung, in der Mannschaftsverfolgung, im 1000-Meter-Zeitfahren und im Punktefahren. Auch auf der Strasse war er erfolgreich, so gewann er 1979 den nationalen Titel im Mannschaftszeitfahren. 1977 holte er einen Etappensieg in der Niedersachsen-Rundfahrt.
Bei den UCI-Bahn-Weltmeisterschaften 1977 in San Cristóbal errang Känel gemeinsam mit Walter Baumgartner, Daniel Gisiger und Robert Dill-Bundi die Bronzemedaille in der Mannschaftsverfolgung wie auch bei den Bahnmeisterschaften 1979 mit Baumgartner, Dill-Bundi und Urs Freuler. In Moskau, bei den Olympischen Sommerspielen 1980, belegte das Schweizer Team in der Verfolgung (mit Känel, Dill-Bundi, Freuler und Hans Ledermann) Rang acht. 1984 wurde Känel Vize-Europameister im Dernyrennen. Er startete bei 25 Sechstagerennen; 1983 gewann er das von Launceston gemeinsam mit seinem Landsmann Urs Freuler.
1982 nahm Hans Känel an der Tour de France teil, gab aber nach der 17. Etappe auf.
Nach seinem Rücktritt vom aktiven Radsport engagierte sich Känel bei der Organisation von Radrennen in der Schweiz.